# Tumeremo
Tumeremo es una ciudad y una parroquia civil que constituye la capital del Municipio Sifontes en el Estado Bolívar, al este de Venezuela. Se encuentra ubicada en el extremo norte del municipio. Tumeremo es el principal centro poblado del municipio, seguido por el Dorado de la Parroquia Dalla Costa y los centros poblados km 88, Santo Domingo, Ciudad Dorada, Las Claritas y Santa Lucía de Inaway en la Parroquia San Isidro.
En 2023, pasó a ser la capital provisional del estado Guayana Esequiba, territorio reclamado por Venezuela el cual es controlado de facto por Guyana.

## Historia
El territorio fue explorado y colonizado por los españoles y formó parte de la Provincia de Nueva Andalucía y Paria entre 1568 y 1777 y de la Capitanía General de Venezuela desde 1777. Además perteneció a la Provincia de Guayana entre 1585 y 1864. Parte de su territorio además formó parte del Cantón Upata entre 1840 y 1875. Desde 1901 es parte del Estado Bolívar. 
Su frontera este es objeto de una disputa histórica de Venezuela con Guyana (antes con el Reino Unido) que comenzó en 1899 con el Laudo Arbitral de París (declarado nulo e irrito por Venezuela) en el área conocida como Guayana Esequiba, administrada por Guyana pero reclamada por el estado venezolano. La parroquia Tumeremo ocupa la parte más septentrional del Municipio Sifontes, con una superficie de 1.253.700 hectáreas o 12537 kilómetros cuadrados lo que la convierte en la más grande de las tres parroquias de ese territorio. Además su extensión es superior a la de países como Catar o el Líbano.

### Carnaval
Las festividades carnestolendas inician el día 26 con un gran desfile de disfraces, carrozas y comparsas, dando apertura a las actividades con la tradicional Ruta del Calipso. En este evento participan las seis mejores agrupaciones de calipso del sur del estado Bolívar, junto con cuatro escuelas de diablos, escuelas de fantasía, carnavales escolares, carrozas y disfraces. Todo ello se organiza para recibir a los miles de turistas que anualmente visitan la región para disfrutar de estas celebraciones.
Límites
- Por el norte: Una línea recta al sudeste desde el cerro El Vigía hasta el nacimiento del río Acure. Desde allí, continúa hasta el sitio denominado Puerto Miranda, luego sigue al sudeste por la pica llamada El Tesoro hasta encontrar el río Santa Marta. Este curso continúa hasta su desembocadura en el río Horqueta, y a su vez, hasta su confluencia con el río Cuyubini. Desde este punto, se traza una línea recta hacia el este franco hasta llegar al río Amacuro, en el sitio conocido como La Horqueta.
- Por el sur: El río Cuyuní, aguas arriba, desde la desembocadura del río Acaribisi hasta la boca del río Botanamo; que sigue hasta la boca del río Corumo, luego continúa hasta conseguir la quebrada Merey, desde su desembocadura en el río Corumo hasta su nacimiento, sigue con la quebrada Agua Dulce hasta su desagüe en el río Yuruari, la cual se interseca con la carretera Tumeremo – El Dorado al Norte del sitio llamado Suasua.

- Por el este: Desde el sitio de la Horqueta hasta la desembocadura del río Amacuro, continúa al sudoeste, sur y sudeste por el divorcio de aguas entre las cuencas de los ríos Barina y Barama por un lado, y Surinam y Botanamo por el otro, hasta conseguir el nacimiento del río Acarabisi hasta su desagüe en el río Cuyuni.

- Por el oeste: El río Yuruari desde la desembocadura de la quebrada Agua Dulce hasta la boca del río Cabayape, de aquí casi al noroeste por el divorcio de aguas entre los ríos Miamo y Candelaria al oeste, Caballape al este, desde el nacimiento de este último hasta el cerro El Vigía.

### Clima
El clima de la ciudad es propio de un valle, pero también al estar ubicado en el estado Bolívar, que es casi todo sabana, hace que el municipio tenga un clima templado. Al estar en el valle, las emisiones junto al dióxido de carbono de fábricas y de vehículos se dispersan, y la ciudad queda casi sin polución atmosférica, pero eso no significa que los contaminantes desaparezcan, de hecho, al irse del valle, puede terminar en poblaciones indígenas o rurales haciendo mucho daño.
| Parámetros climáticos promedio de Tumeremo, Venezuela       | Parámetros climáticos promedio de Tumeremo, Venezuela | Parámetros climáticos promedio de Tumeremo, Venezuela | Parámetros climáticos promedio de Tumeremo, Venezuela | Parámetros climáticos promedio de Tumeremo, Venezuela | Parámetros climáticos promedio de Tumeremo, Venezuela | Parámetros climáticos promedio de Tumeremo, Venezuela | Parámetros climáticos promedio de Tumeremo, Venezuela | Parámetros climáticos promedio de Tumeremo, Venezuela | Parámetros climáticos promedio de Tumeremo, Venezuela | Parámetros climáticos promedio de Tumeremo, Venezuela | Parámetros climáticos promedio de Tumeremo, Venezuela | Parámetros climáticos promedio de Tumeremo, Venezuela | Parámetros climáticos promedio de Tumeremo, Venezuela |
| Mes                                                         | Ene.                                                  | Feb.                                                  | Mar.                                                  | Abr.                                                  | May.                                                  | Jun.                                                  | Jul.                                                  | Ago.                                                  | Sep.                                                  | Oct.                                                  | Nov.                                                  | Dic.                                                  | Anual                                                 |
| ----------------------------------------------------------- | ----------------------------------------------------- | ----------------------------------------------------- | ----------------------------------------------------- | ----------------------------------------------------- | ----------------------------------------------------- | ----------------------------------------------------- | ----------------------------------------------------- | ----------------------------------------------------- | ----------------------------------------------------- | ----------------------------------------------------- | ----------------------------------------------------- | ----------------------------------------------------- | ----------------------------------------------------- |
| Temp. máx. media (°C)                                       | 29.4                                                  | 30.6                                                  | 31.7                                                  | 32.2                                                  | 31.7                                                  | 30.6                                                  | 31.1                                                  | 31.7                                                  | 32.8                                                  | 32.8                                                  | 31.7                                                  | 30.0                                                  | 31.3                                                  |
| Temp. mín. media (°C)                                       | 20.6                                                  | 20.0                                                  | 20.6                                                  | 21.1                                                  | 21.7                                                  | 21.7                                                  | 21.7                                                  | 21.7                                                  | 21.7                                                  | 21.7                                                  | 21.7                                                  | 21.1                                                  | 21.3                                                  |
| Precipitación total (mm)                                    | 83.8                                                  | 53.3                                                  | 48.3                                                  | 78.7                                                  | 134.6                                                 | 195.6                                                 | 172.7                                                 | 124.5                                                 | 91.4                                                  | 76.2                                                  | 104.1                                                 | 101.6                                                 | 1264.9                                                |
| Fuente: The Weather Channel Interactive, Inc. Marzo de 2009 |                                                       |                                                       |                                                       |                                                       |                                                       |                                                       |                                                       |                                                       |                                                       |                                                       |                                                       |                                                       |                                                       |

## Datos básicos
- La ciudad tiene como apodo, La puerta a la sabana, porque la ciudad se ubica cerca de las sabanas más grandes de Venezuela, ubicadas al sur del estado Bolívar.
- Es la ciudad natal del poeta Guillermo Sucre y el ictiólogo Francisco Mago Leccia.
- En esta ciudad nació, el 20 de junio de 1928, la educadora Luisa Teresa Lanz de León, hija del Maestro Pedro León Lanz Hernández y Doña Águeda Rodríguez de Lanz, integrantes de una familia numerosa que emigró en 1937 por razones de trabajo del Maestro a la ciudad de Maracay, en el estado Aragua, en 1937, ciudad donde Luisa Teresa dejó una importante obra educativa en el estado central, manteniendo vivas sus tradiciones guayanesas.
- La primera Miss Venezuela, Sofía Silva Inserri, nace en este municipio.
- La música tradicional es el calipso.

## Sitios de interés
- Río Cuyuní
- Tumeremo (Ciudad)
- Paisolandia
- La Flecha de Sifontes
- Santa Bárbara
- La Justa
- El Frío
- La Tranquera
- Quebrada Honda